# Luigi II d'Este
Luigi II d'Este (Reggio Emilia, 28 agosto 1648 – Modena, 26 maggio 1698) è stato un nobile italiano del ramo dei duchi di Modena e Reggio, marchese di Scandiano, signore di Iano e governatore di Reggio Emilia dal 1665 al 1695.

## Biografia
Luigi nacque il 28 agosto 1648 a Rivalta di Reggio Emilia; figlio maggiore del generale e principe Borso d'Este e della moglie Ippolita d'Este, figlia naturale del principe Luigi I d’Este, Marchese di Scandiano e Montecchio.
Luigi, insieme ai fratelli Foresto, Cesare Ignazio e la sorella Angela Maria Caterina, rimase orfano tra il 1656 ed il 1657 prima della madre e poi del padre.
Sotto la direzione di padre Andrea Garimberti, il principe Luigi riceve i primi rudimenti delle materie letterarie e filosofiche.  Luigi, intorno al 1664, venne mandato a Ingolstadt in Alta Baviera, nel seminario gestito dai Gesuiti; accompagnato in un primo momento dal precettore padre Domenico Garimberti, che verrà in un secondo momento sostituito, in quanto ritenuto non idoneo, da padre Carlantonio Montecuccoli, della Nobile Famiglia dei Montecuccoli, del celebre generale Raimondo.
La sorella, di Luigi, Angela Maria Caterina fu principessa di Carignano per matrimonio con Emanuele Filiberto di Savoia-Carignano.
Luigi in qualità di membro della Casa d'Este, era una principe di Modena e Reggio per nascita; appartenente al ramo cadetto degli Este di Scandiano.
Nel 1671 divenne ufficiale di cavalleria nell'esercito del Casato di Brunswick.
Nel 1673 venne formalmente investito del feudo del Marchesato di Scandiano.
Nel 1687 scorporò Montebabbio dal feudo di Scandiano e lo cedette alla Camera Ducale e acquistando il territorio di Iano dai Manfredi.
Morì il 26 maggio 1698 a Modena.

## Ascendenza
|                     |               |                     | Genitori                       |  |  | Nonni |  |  | Bisnonni       |  |  | Trisnonni        |  |
|                     |               |                     |                                |  |  |       |  |  | Alfonso d'Este |  |  | Alfonso I d'Este |  |
|                     |               |                     |                                |  |  |       |  |  | Alfonso d'Este |  |  | Alfonso I d'Este |  |
|                     |               | Laura Dianti        |                                |  |  |       |  |  | Alfonso d'Este |  |  |                  |  |
| Cesare d'Este       |               |                     |                                |  |  |       |  |  | Alfonso d'Este |  |  |                  |  |
|                     |               | Giulia Della Rovere | Francesco Maria I Della Rovere |  |  |       |  |  |                |  |  |                  |  |
|                     |               | Giulia Della Rovere | Francesco Maria I Della Rovere |  |  |       |  |  |                |  |  |                  |  |
|                     |               | Giulia Della Rovere | Eleonora Gonzaga Della Rovere  |  |  |       |  |  |                |  |  |                  |  |
| Borso d'Este        |               | Giulia Della Rovere |                                |  |  |       |  |  |                |  |  |                  |  |
|                     |               | Cosimo I de' Medici | Giovanni dalle Bande Nere      |  |  |       |  |  |                |  |  |                  |  |
|                     |               | Cosimo I de' Medici | Giovanni dalle Bande Nere      |  |  |       |  |  |                |  |  |                  |  |
|                     |               | Cosimo I de' Medici | Maria Salviati                 |  |  |       |  |  |                |  |  |                  |  |
| Virginia de' Medici |               | Cosimo I de' Medici |                                |  |  |       |  |  |                |  |  |                  |  |
|                     |               | Camilla Martelli    | Antonio Martelli               |  |  |       |  |  |                |  |  |                  |  |
|                     |               | Camilla Martelli    | Antonio Martelli               |  |  |       |  |  |                |  |  |                  |  |
|                     |               | Camilla Martelli    | Fiammetta Soderini             |  |  |       |  |  |                |  |  |                  |  |
| Luigi II d'Este     |               | Camilla Martelli    |                                |  |  |       |  |  |                |  |  |                  |  |
|                     | Cesare d'Este | Alfonso d'Este      |                                |  |  |       |  |  |                |  |  |                  |  |
|                     | Cesare d'Este | Alfonso d'Este      |                                |  |  |       |  |  |                |  |  |                  |  |
|                     | Cesare d'Este | Giulia Della Rovere |                                |  |  |       |  |  |                |  |  |                  |  |
| Luigi I d'Este      | Cesare d'Este |                     |                                |  |  |       |  |  |                |  |  |                  |  |
|                     |               | Virginia de' Medici | Cosimo I de' Medici            |  |  |       |  |  |                |  |  |                  |  |
|                     |               | Virginia de' Medici | Cosimo I de' Medici            |  |  |       |  |  |                |  |  |                  |  |
|                     |               | Virginia de' Medici | Camilla Martelli               |  |  |       |  |  |                |  |  |                  |  |
| Ippolita d'Este     |               | Virginia de' Medici |                                |  |  |       |  |  |                |  |  |                  |  |
|                     |               | …                   | …                              |  |  |       |  |  |                |  |  |                  |  |
|                     |               | …                   | …                              |  |  |       |  |  |                |  |  |                  |  |
|                     |               | …                   | …                              |  |  |       |  |  |                |  |  |                  |  |
| …                   |               | …                   |                                |  |  |       |  |  |                |  |  |                  |  |
|                     |               | …                   | …                              |  |  |       |  |  |                |  |  |                  |  |
|                     |               | …                   | …                              |  |  |       |  |  |                |  |  |                  |  |
|                     |               | …                   | …                              |  |  |       |  |  |                |  |  |                  |  |
|                     |               | …                   |                                |  |  |       |  |  |                |  |  |                  |  |